# Apatania stylata
Apatania stylata är en nattsländeart som beskrevs av Longinos Navás 1916. 
Enligt Catalogue of Life ingår Apatania stylata i släktet Apatania och familjen Apataniidae, men enligt Dyntaxa är tillhörigheten istället släktet Apatania och familjen husmasknattsländor. Arten är reproducerande i Sverige. Inga underarter finns listade i Catalogue of Life.